# Linea Mason-Dixon

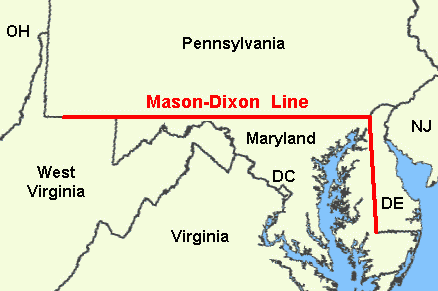
La linea originale

La linea Mason-Dixon è una linea di demarcazione tra quattro stati degli Stati Uniti d'America, che forma parte dei confini della Pennsylvania, del Maryland, del Delaware e della Virginia Occidentale.

## Funzione della linea
La linea fu tracciata tra il 1763 ed il 1767 dagli astronomi inglesi Charles Mason e Jeremiah Dixon, per risolvere una disputa di confine tra le colonie britanniche della Pennsylvania e del Maryland dell'America coloniale.
Mason e Dixon trovarono nella fase di misurazione molti più errori sistematici di quelli previsti, vale a dire errori non casuali. Quando queste informazioni furono sottoposte ai membri della Royal Society, Henry Cavendish si rese conto che le discrepanze potevano essere dovute alla forza di attrazione gravitazionale dei monti Allegani che deviavano i fili a piombo dei teodoliti e i liquidi volatili delle livelle.
Nevil Maskelyne nel 1772 propose quindi di misurare la forza gravitazionale che causava questa deformazione su un filo a piombo indotta dalla forza di una montagna vicina e nell'estate del 1773 inviò Mason (che era nel frattempo ritornato in patria) attraverso l'Inghilterra e la Scozia alla ricerca di un luogo adatto a ripetere l'esperienza. Mason selezionò la montagna di Schiehallion per condurre quello che divenne noto come l'esperimento dello Schiehallion, svolto principalmente da Maskelyne a determinare la densità della montagna scozzese.
Diversi anni dopo Cavendish utilizzò una bilancia di torsione molto sensibile per condurre l'esperimento di Cavendish e determinare la densità della Terra. Dopo l'abolizione della schiavitù da parte della Pennsylvania nel 1780, la linea Mason-Dixon servì come linea di demarcazione tra schiavismo e libertà. Oggi nell'uso popolare la linea viene usata per indicare simbolicamente il confine culturale tra il Nordest e il Sud (Dixie) degli Stati Uniti.

## Storia
Uno statuto reale di Carlo I d'Inghilterra concedeva alla colonia del Maryland tutto il terreno a nord della intera lunghezza del fiume Potomac fino al 40º parallelo Nord. Un problema sorse quando Carlo II concesse un tratto di terra a William Penn per l'area che oggi comprende la Pennsylvania. La concessione definiva il confine meridionale della Pennsylvania in coincidenza del confine settentrionale del Maryland, il 40º parallelo. Ma i termini della concessione indicavano chiaramente che Carlo II e William Penn assumevano che il 40º parallelo avrebbe dovuto intersecare il Twelve-Mile Circle del New Castle (Delaware) quando in realtà questo ricadeva a Nord dei confini originali della città di Filadelfia, il sito che Penn aveva già scelto per farne la capitale della sua colonia. Sorto il problema nel 1681, dovettero essere avviati dei negoziati. Un compromesso proposto da Carlo II nel 1682, che avrebbe potuto risolvere il problema, fu scalzato da Penn che ricevette la concessione supplementare delle Three Lower Counties lungo la Delaware Bay, che in seguito sarebbe divenuta la Colonia del Delaware, un satellite della Pennsylvania. Queste terre facevano però parte della concessione originaria del Maryland.
Nel 1732 il governatore del Maryland, Charles Calvert, quinto barone di Baltimora, firmò un accordo provvisorio con i figli di William Penn, con il quale venne tracciato un nuovo confine, rinunciando alle pretese dei Calvert sul Delaware. In seguito, però, Lord Baltimore affermò che il documento che aveva firmato non conteneva i termini che aveva accettato, e si rifiutò di rispettare i termini del contratto. A partire dalla metà degli anni '30 del XVIII secolo si susseguirono vari episodi di violenza tra i coloni che davano la loro lealtà verso Maryland o la Pennsylvania. Il conflitto di confine che ne scaturì sarebbe stato conosciuto come guerra di Cresap.
Il problema rimase irrisolto fino all'intervento nel 1760 della Corona britannica che ordinò a Frederick Calvert, sesto barone di Baltimora di ratificare il contratto del 1732. Il confine tra il Maryland ed il Delaware doveva essere basato sulla linea transpeninsulare ed il Twelve-Mile Circle intorno a New Castle. Il confine tra la Pennsylvania ed il Maryland fu definito sulla linea di latitudine a 15 miglia a sud della casa più meridionale di Philadelphia.
Parte integrante della transazione tra i Penn ed i Calvert fu di incaricare la squadra inglese di Charles Mason e Jeremiah Dixon di rilevare e stabilire i corretti confini di recente costituzione tra la Provincia di Pennsylvania, la Provincia del Maryland e la Colonia del Delaware.

## Media
- La canzone Sailing to Philadelphia di Mark Knopfler, tratta dall'omonimo album, si riferisce a Mason e Dixon in viaggio verso gli Stati Uniti per tracciare la Linea, e fu ispirata dal libro di Pynchon[6].
- Viene citata nella canzone "End Of The Road" dei Lynyrd Skynyrd e in "Hey Porter" di Johnny Cash.
- Nella canzone "Are you from Dixie (Cause I'm From Dixie Too)", tratta dall'album Nashville Sound di Jerry Reed, viene citata la linea Mason-Dixon come demarcazione per indicare qualcuno proveniente da Dixie[7].
- Viene citata anche nella canzone "Home Is Where The Heart Is" dei Lady Antebellum (LAdy A) contenuta nell'album "Lady Antebellum" del 2008.
- Mason "The Line" Dixon è uno dei personaggi principali del film Rocky Balboa (2006)